# Bilal Belhimer
Bilal Belhimer –en árabe, بلال بلحيمر– (nacido el 21 de enero de 1992) es un deportista argelino que compite en judo. Ganó una medalla de bronce en el Campeonato Africano de Judo de 2018 en la categoría de –100 kg.

## Palmarés internacional
| Campeonato Africano | Campeonato Africano | Campeonato Africano | Campeonato Africano |
| Año                 | Lugar               | Medalla             | Categoría           |
| ------------------- | ------------------- | ------------------- | ------------------- |
| 2018                | Túnez (Túnez)       | Medalla de bronce   | –100 kg             |